# Château de Montherlant
Le château de Montherlant est situé sur la commune de Montherlant, dans le département de l'Oise. Il ne doit pas être confondu avec le château de Pontavesne, situé à quelques centaines de mètres, aujourd'hui en ruine.

## Historique
La date exacte de construction du château n'est pas connue. Toutefois le registre paroissial mentionne en 1694 « la présence à un baptême de la fille de chambre de madame de Combes de Lys, épouse de Claude César de Combes, propriétaire du château ». Le monument se compose  d'un corps de bâtiment central entouré de deux ailes. La construction est constituée de briques et pierres dont certaines moulurées. Le perron d'entrée est gardé par deux sculptures de lion en terre cuite. Monsieur Combe décède en 1707. Le registre mentionne « Messire Claude César de Combes, chevalier, seigneur et Patron de Montherlant ». Le château fut acheté à madame de Combes de Lys le 8 novembre 1755 par Antoine Millon, écuyer, coureur de vin de l'échansonnerie-bouche de Sa Majesté - Seigneur de Montherlant et de La Verteville. Il meurt au château en 1777 ainsi que son fils Antoine Nicolas Millon, en 1843, juge de paix, et qui a été maire de Montherlant.
Nicolas Charles Millon, né au château en 1798, l'arrière-grand-père de l'écrivain Henry Millon de Montherlant, vend ses parts de la propriété (84 ha) en 1843 à son frère Antoine Frédéric, Celui-ci n'en profite guère car il décède en 1846. Sa veuve cède alors le château à monsieur Jousselin, la ferme à l'ancien régisseur monsieur Lebesque, et une partie des terres et bois près de Pouilly à monsieur Daudin.
C'est par un décret impérial du 31 décembre 1864 que Nicolas Charles MIllon et ses trois fils Charles, Frédéric et Marie-Charles-Camille ont été autorisés à ajouter à leur patronyme celui de Montherlant et à se nommer légalement Millon de Montherlant (jugement du tribunal civil de Beauvais du 14 février 1866).
Les abords et la cour du château serviront pour quelques scènes du téléfilm Marie Curie - une certaine jeune fille de Pierre Badel, tourné en 1965 avec Marie Dubois dans le rôle principal. Une demande des studios Pathé avait été faite auprès de la mairie pour fournir des carrioles et des chevaux.
Le monument fait l’objet d’une inscription au titre des monuments historiques depuis le 17 mars 2003.